# Ngawi (onderdistrict)
Ngawi   is een onderdistrict (kecamatan) in het centraal van de regentschap Ngawi provincie Oost-Java in Indonesië. Het gebied heeft een oppervlakte van 73.22 km² en er wonen circa 84.923 mensen bij de volkstelling van 2024.
Het onderdistrict wordt begrensd door het onderdistrict Pitu in het noordoosten, het onderdistrict Kasreman in het oosten, het onderdistrict Geneng in het zuiden. En in het westen, in de onderdistrict Paron.

## Referentie
1. ↑  Visualisasi Data Kependudukan - Kementerian Dalam Negeri 2024 (Visual). www.dukcapil.kemendagri.go.id. Gearchiveerd op 5 juli 2022. Geraadpleegd op 27 augustus 2024.